# محافظات بابوا غينيا الجديدة
محافظات بابوا غينيا الجديدة هي المستوى الإداري الأساسي والأول في الدولة. بابوا غينيا الجديدة  ليست اتحاد فدرالي للمحافظات. وتتكون من 20 محافظة وإقليم بحكم ذاتي (بوغانفيل) و ضاحية عاصمة الدولة.
في عام 2009 وافق البرلمان على إنشاء محافظتين جديدتين وهما محافظة هيلا وهي جزء سابق لمحافظة المرتفعات الجنوبية، ومحافظة جيواكا وهي جزء سابق من محافظة المرتفعات الغربية . وهذه المحافظات أصبحت رسمياً كذلك في 17 من مايو 2012.

## التاريخ
قبل الاستقلال في 16 سبتمبر 1975 كانتبابوا غينيا الجديدة مقسمة إلى 19 محافظة ( Province )  و ضاحية العاصمة الوطنية. وهذه المحافظات كانت ضواحي ( Districts ) في حقبة ما قبل الاستقلال.

### قضية بوغانفيل
تعتبر الدولة المستقلة مع مصادر محدودة بأنها لن تستطيع تحمل البنية التحتية لحكومة شبة إتحادية بمستويين إداريين.
ولكن هذا لم يمنع الدولة بسبب أن أجبرت حركة الأنفصال في إقليم بوغانفيل هذا التقسيم. وكانت الحركة ممولة من قبل منجم النحاس والذي يعتبر أكبر مصدر للدخل للإقليم. أعلنت حركة الانفصال في بوغانفيل الاستقلال في الأول من سبتمبر عام 1975 وأطلقت اسم «جمهورية شمال سولومون» وقامت الحكومة المركزية بالرد سريعاً عبر عرض بتحويل بوغانفيل إلى محافظة.  وكان هناك حركات انفصالية في بابوا وشرق بريطانيا الجديدة ولكي تقوم الحكومة المركزية بالتوحيد تم عرض تحويل باقي الضواحي 18 إلى محافظات.
بوغانفيل استمرت تعتبر حالة خاصة. وظهرت حركة انفصال جديدة في عام 1988 ونتج عنها حملة عسكرية عنيفة في الجزيرة ونتج عنها أيضاً إغلاق منجم النحاس مما أدى إلى عواقب مالية جسيمة على الحكومة المركزية ونتج كذلك تدمير البنية التحتية للجزيرة وتم إغلاق الجزيرة لعقد من الزمان. في عام 1997 أطلت {{وإو|فضحية ساندلاين|Sandline affair}} والتي أطاحت بالرئيس وألقت بشبح الحرب على الدولة.
تم التوصل بين الحكومة المركزية والانفصاليين البوغافيليين في عام 1997. وتم تعديل الدستور لإعطاء الإقليم الحكم الذاتي ضمن دولة بابوا غينيا الجديدة مع رئيس خاص بها والإشراف على الأستفتاء العام للإستقلال التام.

### الحكومة
المحافظات لها مجالس محافظية منتخبة ووزراء ورئيس وزراء ولكن الدولة تبقى وحدوية وليس فدرالية. وهي تختلف عن كندا وأستراليا والولايات المتحدة والتي تكون الحكومة الفدرالية منشأة من المحافظات أو الولايات. وتشابه دول مثل باكستان والهند والتي تقوم الحكومة المركزية بإنشاء المحافظات ولها القدرة على إيقاف المحافظة أو تغير حدودها. وبالفعل كان هناك إيقاف عدة حكومات محافظية بسبب الفساد أو لعدم الكفاءة. أي تغير في حدود المحافظات المتاخم للحدود السابقة بين أراضي بابوا وغينيا الجديدة قد يؤدي إلى تعقيدات في إدارة النظم الأساسية في بابوا أو غينيا الجديدة أو كلاهما.
في يوليو عام 1995 تم وضع جهد لإعادة تقييم مقاييس التحكم بواسطة الحكومة المركزية على المحافظات ( صعبة المراس ) في بيئة ذات عدد محدود للكفاءات الحكومة المؤهلين لإدارة المناصب الحكومية في العديد من المحافظات. ونتج عن ذلك إبطال رئيس وزراء المحافظات وجعل الأعضاء الإقليمين للبرلمان حكام محافظات مع الحفاظ على مقاعدهم في البرلمان.

## المحافظات

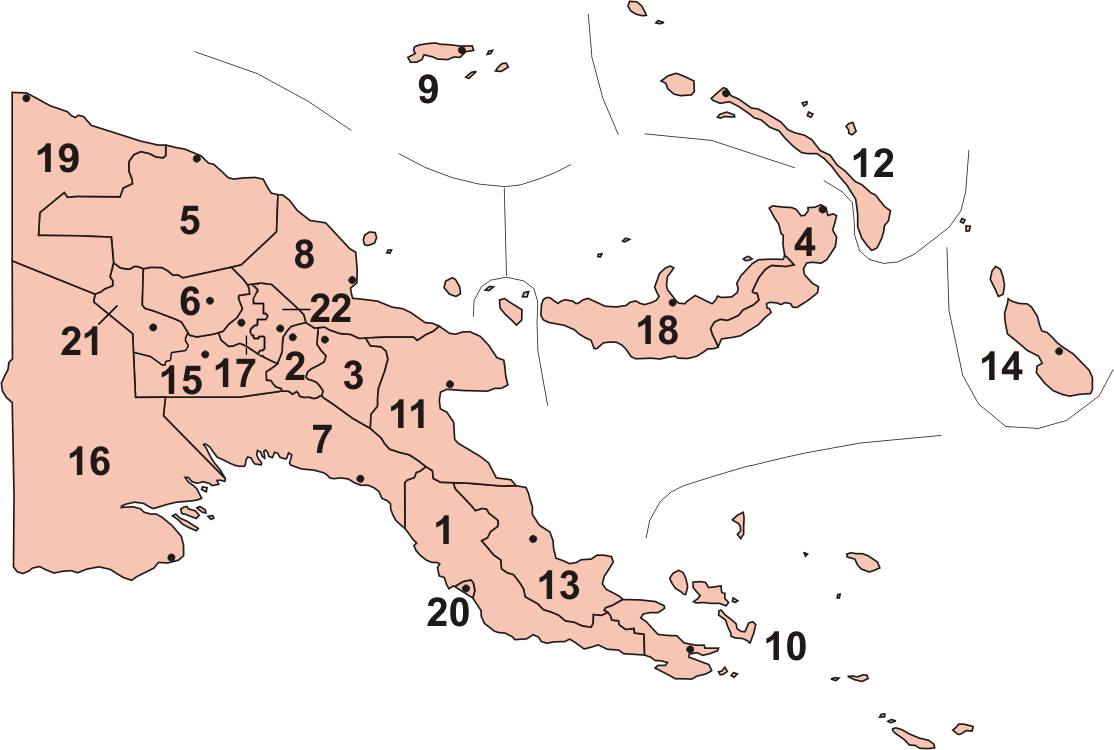
محافظات بابوا غينيا الجديدة

| الرقم على الخريطة | المحافظة                                        | العاصمة                  | المساحة (كم²) | تعداد السكان (2011) | الكثافة (نسمة/كم²) | الأقليم         |
| ----------------- | ----------------------------------------------- | ------------------------ | ------------- | ------------------- | ------------------ | --------------- |
| 1                 | المحافظة الوسطى Central                         | بورت مورسبي Port Moresby | 29,998        | 269,756             | 6.21               | إقليم بابوا     |
| 2                 | محافظة سيمبو Simbu (Chimbu)                     | كوندياوا Kundiawa        | 6,112         | 376,473             | 42.42              | إقليم المرتفعات |
| 3                 | محافظة المرتفعات الشرقية Eastern Highlands      | غوروكا Goroka            | 11,157        | 579,825             | 38.35              | إقليم المرتفعات |
| 4                 | محافظة شرق بريطانيا الجديدة East New Britain    | كوكوبو Kokopo            | 15,274        | 328,369             | 14.20              | إقليم الجزر     |
| 5                 | محافظة شرق سيبيك East Sepik                     | ويواك Wewak              | 43,426        | 450,530             | 7.98               | إقليم موماس     |
| 6                 | محافظة إنغا Enga                                | واباغ Wabag              | 11,704        | 432,045             | 22.60              | إقليم المرتفعات |
| 7                 | محافظة غولف Gulf                                | كيريما Kerema            | 34,472        | 158,194             | 3.04               | إقليم بابوا     |
| 8                 | محافظة مادانغ Madang                            | مادانغ Madang            | 28,886        | 493,906             | 12.49              | إقليم موماس     |
| 9                 | محافظة مانوس Manus                              | لورينغاو Lorengau        | 2,000         | 50,231              | 20.76              | إقليم الجزر     |
| 10                | محافظة ميلن باي Milne Bay                       | ألوتاو Alotau            | 14,345        | 276,512             | 14.93              | إقليم بابوا     |
| 11                | محافظة موروب Morobe                             | لاي Lae                  | 33,705        | 674,810             | 15.56              | إقليم موماس     |
| 12                | محافظة أيرلندا الجديدة New Ireland              | كافينغ Kavieng           | 9,557         | 194,067             | 12.31              | إقليم الجزر     |
| 13                | محافظة أورو Oro (Northern)                      | بوبونديتا Popondetta     | 22,735        | 186,309             | 5.82               | إقليم بابوا     |
| 14                | إقليم بوغانفيل المستقل Bougainville             | أراوا Arawa              | 9,384         | 249,358             | 15.18              | إقليم الجزر     |
| 15                | محافظة المرتفعات الجنوبية Southern Highlands    | مندي Mendi               | 15,089        | 510,245             | 23.86              | إقليم المرتفعات |
| 16                | المحافظة الغربية Western (Fly)                  | دارو Daru                | 98,189        | 201,351             | 1.53               | إقليم بابوا     |
| 17                | محافظة المرتفعات الغربية Western Highlands      | مونت هاغن Mount Hagen    | 4,299         | 362,850             | 59.12              | إقليم المرتفعات |
| 18                | محافظة غرب بريطانيا الجديدة West New Britain    | كيمبه Kimbe              | 20,387        | 264,264             | 8.80               | إقليم الجزر     |
| 19                | محافظة ساندون Sandaun (West Sepik)              | فانيمو Vanimo            | 35,820        | 248,411             | 5.12               | إقليم موماس     |
| 20                | ضاحية العاصمة الوطنية National Capital District | بورت مورسبي Port Moresby | 240           | 364,125             | 1051.95            | إقليم بابوا     |
| 21                | محافظة هيلا Hela                                | تاري Tari                | 10,498        | 249,449             | 17.71              | إقليم المرتفعات |
| 22                | محافظة جيواكا Jiwaka                            | مينج Minj                | 4,798         | 343,987             | 38.68              | إقليم المرتفعات |